# Comuna Nîjniv, Tlumaci
Nîjniv (în ucraineană Нижнів) este o comună în raionul Tlumaci, regiunea Ivano-Frankivsk, Ucraina, formată din satele Bușkalîk, Kupeliv, Nîjniv (reședința) și Smerkliv.

## Demografie
Componența lingvistică a comunei Nîjniv
     Ucraineană (99,48%)
     Alte limbi (0,51%)
Conform recensământului din 2001, majoritatea populației comunei Nîjniv era vorbitoare de ucraineană (99,48%), existând în minoritate și vorbitori de alte limbi.